# Amblyoponinae
Sous-famille
Les Amblyoponinae sont une sous-famille de fourmis. Ces espèces sont principalement des prédateurs souterrains.

## Morphologie
Les ouvrières Amblyoponinae se distinguent notamment par leurs yeux petits ou absents, situés à mi-distance du côté de la tête.

## Liste des genres et tribus
Selon BioLib (9 février 2021) :
- tribu Amblyoponini
  - genre Adetomyrma Ward, 1994
  - genre Amblyopone Erichson, 1842
  - genre Concoctio Brown, 1974
  - genre Fulakora Mann, 1919
  - genre Myopopone Roger, 1861
  - genre Mystrium Roger, 1862
  - genre Onychomyrmex Emery, 1895
  - genre Paraprionopelta Kusnezov, 1955
  - genre Prionopelta Mayr, 1866
  - genre Stigmatomma Roger, 1859
  - genre Xymmer Santschi, 1914
  - † genre Casaleia Pagliano & Scaramozzino, 1990